# Минская епархия
Минская и Заславская епархия (бел. Мінская і Заслаўская епархія) — главная епархия Минской митрополии Белорусской православной церкви.
В составе епархии — Минск и Минский район Минской области Беларуси.

## Исторические названия
- Минская, Изъяславская и Брацлавская (13 апреля 1793 — 12 апреля 1795)
- Минская и Волынская (12 апреля 1795 — 4 августа 1799)
- Минская и Литовская (1799 — 30 апреля 1830)
- Минская и Гродненская (30 апреля 1830 или 1833 — 4 февраля 1839)
- Минская и Бобруйская (4 февраля 1839 или 1843 — 6 апреля 1878)
- Минская и Туровская (6 апреля 1878—1928)
- Минская (1928—1930)
- Минская и Белорусская (1930 — 16 октября 1989)
- Минская и Гродненская (16 октября 1989 — 18 февраля 1992)
- Минская и Слуцкая (c 18 февраля 1992 — 23 октября 2014)
- Минская и Заславская (с 23 октября 2014)

## История
Учреждена Высочайшим указом от 13 апреля 1793 года для западных областей, вошедших в состав Российской империи при втором разделе Польши, — взамен Туровской епархии, остававшейся до 1798 года в ведении Киевской митрополии, а также епископской кафедры в Слуцке. Первоначально кафедра находилась в Слуцке и была перенесена в Минск 3 сентября 1799 года по указу 12 апреля 1795 года.
23 октября 2014 г. Священным Синодом Русской Православной церкви, путём выделения из состава Минской епархии, были образованы Борисовская, Слуцкая и Молодечненская епархии. Границы Минской епархии были ограничены пределами города Минска и Минского района. Епархия вошла в состав образованной в пределах Минска, Минского района и Минской области Минской митрополии.

## Епископы
- 13 апреля 1793 — 13 мая 1796 — Виктор (Садковский)
- 13 мая 1796 — 7 февраля 1812 — Иов (Потёмкин)
- 7 февраля 1812 — 20 августа 1814 — Серафим (Глаголевский)
- 1814 — 7 февраля 1816 — Даниил (Натток-Михайловский) в/у, Могилевский
- 7 февраля 1816 — 10 февраля 1832 — Анатолий (Максимович)
- 17 февраля 1832 — 1 сентября 1834 — Евгений (Баженов)
- 5 сентября 1834 — 28 января 1840 — Никанор (Клементьевский)
- 28 января 1840 — 1 марта 1848 — Антоний (Зубко)
- 1 марта 1848 — 23 января 1868 — Михаил (Голубович)
- 14 августа 1868 — 25 апреля 1877 — Александр (Добрынин)
- 16 мая 1877 — 26 июля 1880 — Евгений (Шершилов)
- 26 июля 1880 — 21 мая 1889 — Варлаам (Чернявский)
- 3 июня 1889 — 31 августа 1899 — Симеон (Линьков)
- 22 сентября 1899 — 29 мая 1912 — Михаил (Темнорусов)
- ? май — ноябрь 1912 — Иоанн (Поммер) в/у, еп. Слуцкий
- 9 ноября 1912 — 6 июля 1916 — Митрофан (Краснопольский)
- 6 июля 1916—1919 (-1921) — Георгий (Ярошевский))
- 1919 — 23 июля 1922, 1926 — 12 июля 1927 — Мелхиседек (Паевский)
- 1921—1922 — Владимир (Кириллов) в/у
- 13 июля — 12 октября 1927 — Арсений (Смоленец) в/у, б. Ростовский, на покое
- октябрь 1927 — октябрь 1930 — Павел (Вильковский)
- 13 декабря 1930—1935 — Феофан (Семеняко)
- ? — 1933 — Феодосий (Вощанский) в/у, еп. Могилевский
- 1936 — Иоасаф (Жевахов)
- ноябрь 1936 — 29 октября 1937 — Модест (Никитин)
  - 1937—1941 — кафедра вдовствовала
- 6 октября 1941 — май 1942 (1944) — Пантелеимон (Рожновский)
- 1942—1944 — Филофей (Нарко)
- 4 сентября 1944 — 13 января 1947 - Василий (Ратмиров)
- 13 января 1947 — 21 апреля 1959 - Питирим (Свиридов)
- 21 мая 1959 — 19 сентября 1960 - Гурий (Егоров)
- 19 сентября 1960 - 16 марта 1961 — Леонтий (Бондарь) в/у, еп. Бобруйский
- 16 марта — 5 июля 1961 - Антоний (Кротевич)
- 5 июля 1961 — 4 августа 1963 - Варлаам (Борисевич)
- 4 августа — 9 октября 1963 - Никодим (Ротов)
- 9 октября 1963 — 25 мая 1965 - Сергий (Петров)
- 25 мая 1965 — 10 октября 1978 - Антоний (Мельников)
- 10 октября 1978 — 25 декабря 2013 - Филарет (Вахромеев)
- 25 декабря 2013 — 25 августа 2020 - Павел (Пономарёв)
- с 25 августа 2020 - Вениамин (Тупеко)

## Викариатства
- Бобруйское (ныне самостоятельная епархия)
- Борисовское (ныне самостоятельная епархия)
- Боровлянское
- Житомирское (ныне самостоятельная епархия)
- Мозырское (ныне самостоятельная епархия)
- Новогрудское (ныне самостоятельная епархия)
- Пинское (ныне самостоятельная епархия)
- Слуцкое (ныне самостоятельная епархия)

## Современное состояние
Правящий архиерей — митрополит Вениамин (Тупеко) (с 25 августа 2020 года); титул: «Митрополит Минский и Заславский, Патриарший Экзарх всея Беларуси».
Количество приходов — 319; священнослужителей — 348 (308 священников, 40 диаконов).

## Благочиннические округа
По состоянию на октябрь 2022 года:
- 1-й Минский городской
- 2-й Минский городской
- 3-й Минский городской
- 4-й Минский городской
- 5-й Минский городской
- 6-й Минский городской
- 7-й Минский городской
- 1-й Минский районный
- 2-й Минский районный
- 3-й Минский районный

## Храмы
- Храм Воскресения Христова (Минск)
- Церковь святого благоверного князя Александра Невского (Минск)
- Церковь святой равноапостольной Марии Магдалины (Минск)